# Cometa Kohoutek
Cometa Kohoutek, în mod oficial desemnată prin C/1973 E1, a fost descoperită la data de 7 martie 1973 de astronomul ceh Luboš Kohoutek. Cometa a trecut la periheliu la data de 28 decembrie 1973, la 0,142 ua de Soare. Calculele au scos în evidență o orbită hiperbolică (excentricitatea > 1) ceea ce semnifică faptul că traiectoria sa o va scoate definitiv din Sistemul nostru Solar. Precedentele calcule îi dăduseră o perioadă orbitală de 75.000 de ani.

Orbitele cometei Kohoutek și Pământului

Cometa a fost descoperită în timp ce se afla încă departe de Soare, la circa 74 de milioane de kilometri. Astronomii îi prevedeau o strălucire excepțională la apropierea de periheliu, cu o magnitudine de -10.
O importantă campanie de observații internaționale a fost lansată, incluzând echipajele stațiilor orbitale Skylab și Soiuz 13, ceea ce a făcut din Kohoutek prima cometă observată de o navă spațială.
Cunoscând previziunile, Mass-media s-au entuziasmat și au anunțat cometa secolului. Din nefericire, astrul a fost mult mai puțin strălucitor decât se presupuse. Magnitudinea sa nu era decât de 5, pe cerul de dimineață, la sfârșitul lui noiembrie. La apropierea de Soare, cometa a devenit dificil de observat de pe sol, echipajul de pe Skylab a semnalat-o cu o magnitudine de -3. 
După trecerea la periheliu, cometa a fost observată cu ochiul liber pe cerul de seară, cu o magnitudine de „0” la începutul lui ianuarie 1974, diminuând la magnitudinea 4 la 14 ianuarie, apoi la 7 la sfârșitul lunii. Coada sa se întindea pe 25°. 
Au fost detectate emisiuni radio și mai multe molecule provenind de pe cometă.
C/1973 E1 nu trebuie să fie confundată cu cometa periodică 75D/Kohoutek nici cu C/1969 O1 și C/1973 D1, descoperite și ele de astronomul Luboš Kohoutek.